# Steinreihe auf der East Cult Farm
Die Steinreihe auf der East Cult Farm (auch Caputh Church genannt) liegt östlich von Dunkeld in Perthshire in Schottland.
Ein Steinpaar von 1,8 und 2,15 m Höhe und ein liegender Stein mit 130 Schälchen (englisch cups) von 40 bis 110 mm Durchmesser liegen westlich der Farm.
Die von J. R. Allen 1881 und Frederick Rhenius Coles (1854–1929) 1908 untersuchte Steinsetzung ist nach Ansicht von Coles der Rest eines Recumbent Stone Circles (RSC) von etwa 25,0 m Durchmesser. Es gibt bis jetzt aber keine Beweise dafür, dass dies die Reste eines Steinkreises sind. Der Schalenstein ist abgewittert, aber Coles Skizze scheint genau zu sein. Die Steine wurden unter Schutz gestellt.